# Stefania Marciszewska-Posadzowa
Stefania Marianna Marciszewska-Posadzowa (ur. 28 października 1874 w Warszawie, zm. 15 października 1955 w Poznaniu) – polska pedagog, nauczycielka i autorka poradników metodycznych. 

## Życiorys
Córka Stanisława Marciszewskiego i Tekli Kubisz. 
Nauczycielka, autorka poradników, organizatorka wychowania przedszkolnego i systemu kształcenia wychowawczyń w Polsce. Przyczyniła się do popularyzacji metody Montessori na gruncie polskim. 
Zmarła 15 października 1955 w Poznaniu. Pochowana na Cmentarzu parafialnym św. Jana Vianneya (kwatera św. Barbary-23-6). 

## Ważniejsze prace
- Z metodyki wychowania przedszkolnego
- Rady i wskazówki dla kierujących ochronami

## Ordery i odznaczenia
- Srebrny Krzyż Zasługi (22 maja 1937)[2]